# Witomysł
Witomysł – staropolskie imię męskie, zrekonstruowane na podstawie nazwy wsi Wytomyśl, złożone z członów Wito- („pan, władca”) i -mysł („myśleć”).
Witomysł imieniny obchodzi 11 czerwca.